# پرتسو
پرتسو (به ایتالیایی: Prezzo) یک کومونه در ایتالیا است که در ترنتینو واقع شده‌است.

## خصوصیات
پرتسو ۳٫۸ کیلومترمربع مساحت و ۲۰۲ نفر جمعیت دارد.